# Nychiodes rayatica
Nychiodes rayatica är en fjärilsart som beskrevs av Edward P. Wiltshire 1957. Nychiodes rayatica ingår i släktet Nychiodes och familjen mätare. Inga underarter finns listade i Catalogue of Life.